# Nymphaea dimorpha
|  | Dieser Artikel wurde aufgrund von formalen oder inhaltlichen Mängeln in der Qualitätssicherung Biologie zur Verbesserung eingetragen. Dies geschieht, um die Qualität der Biologie-Artikel auf ein akzeptables Niveau zu bringen. Bitte hilf mit, diesen Artikel zu verbessern! Artikel, die nicht signifikant verbessert werden, können gegebenenfalls gelöscht werden. Lies dazu auch die näheren Informationen in den Mindestanforderungen an Biologie-Artikel. |

Nymphaea dimorpha ist eine Pflanzenart aus der Gattung der Seerosen (Nymphaea) innerhalb der Familie der Seerosengewächse (Nymphaeaceae). Diese Wasserpflanze kommt endemisch in Madagaskar vor.

## Beschreibung

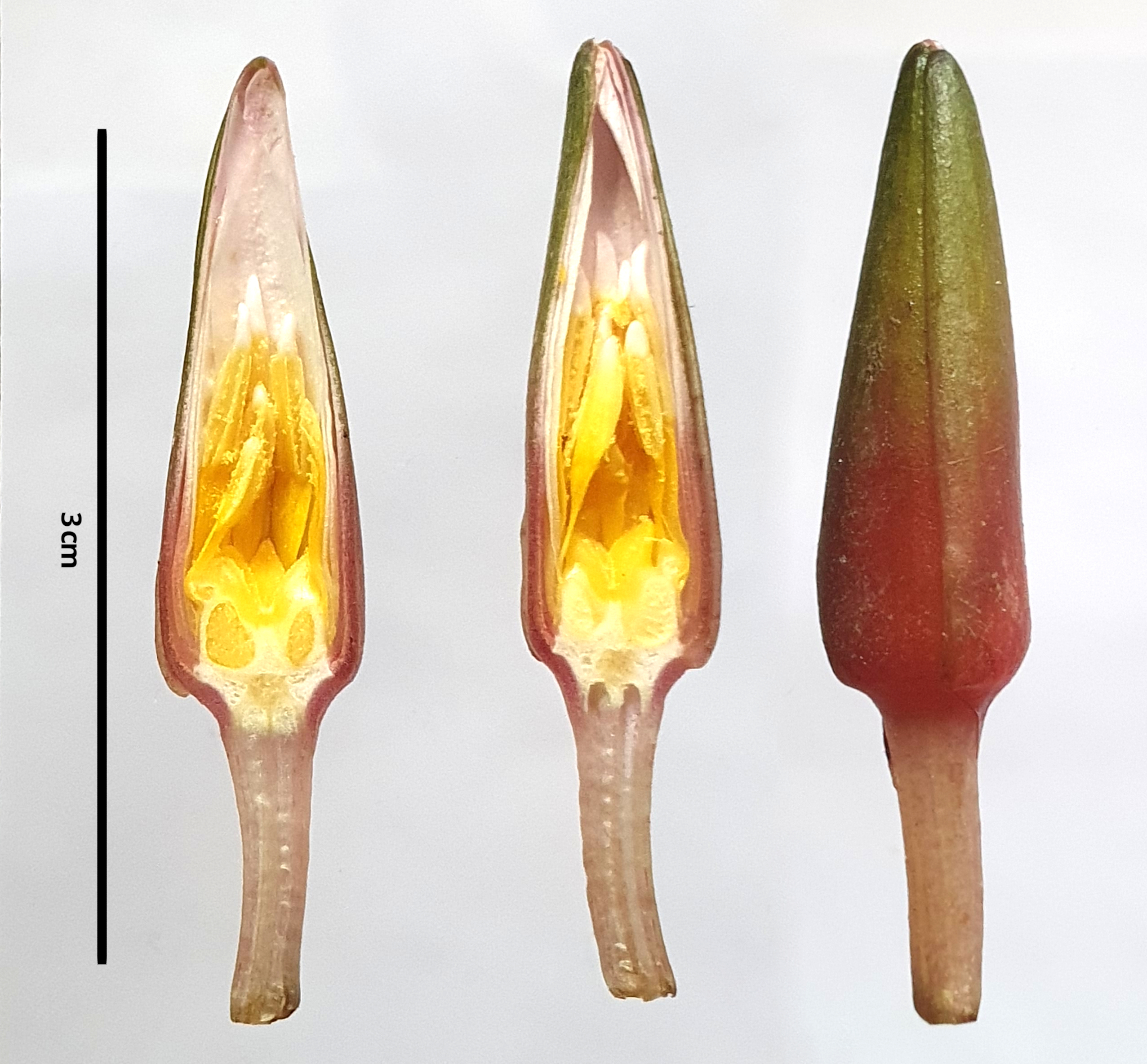
Detail einer kleistogamen Blüte mit Maßstabsleiste (3 cm)

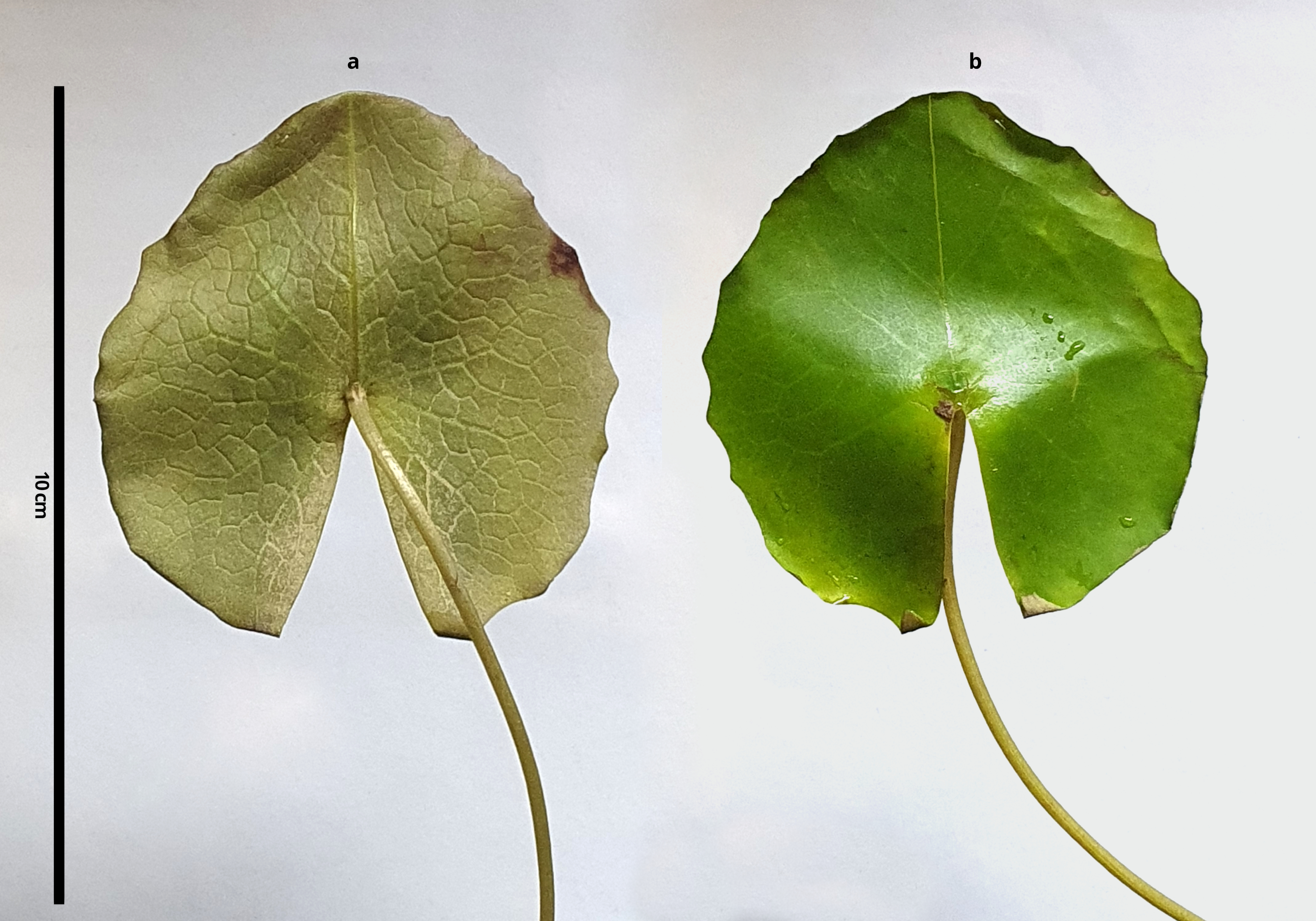
Schwimmblatt mit Maßstabsleiste (10 cm). Die Blattunterseite (a) ist auf der linken Seite. Die Blattoberseite (b) ist auf der rechten Seite.

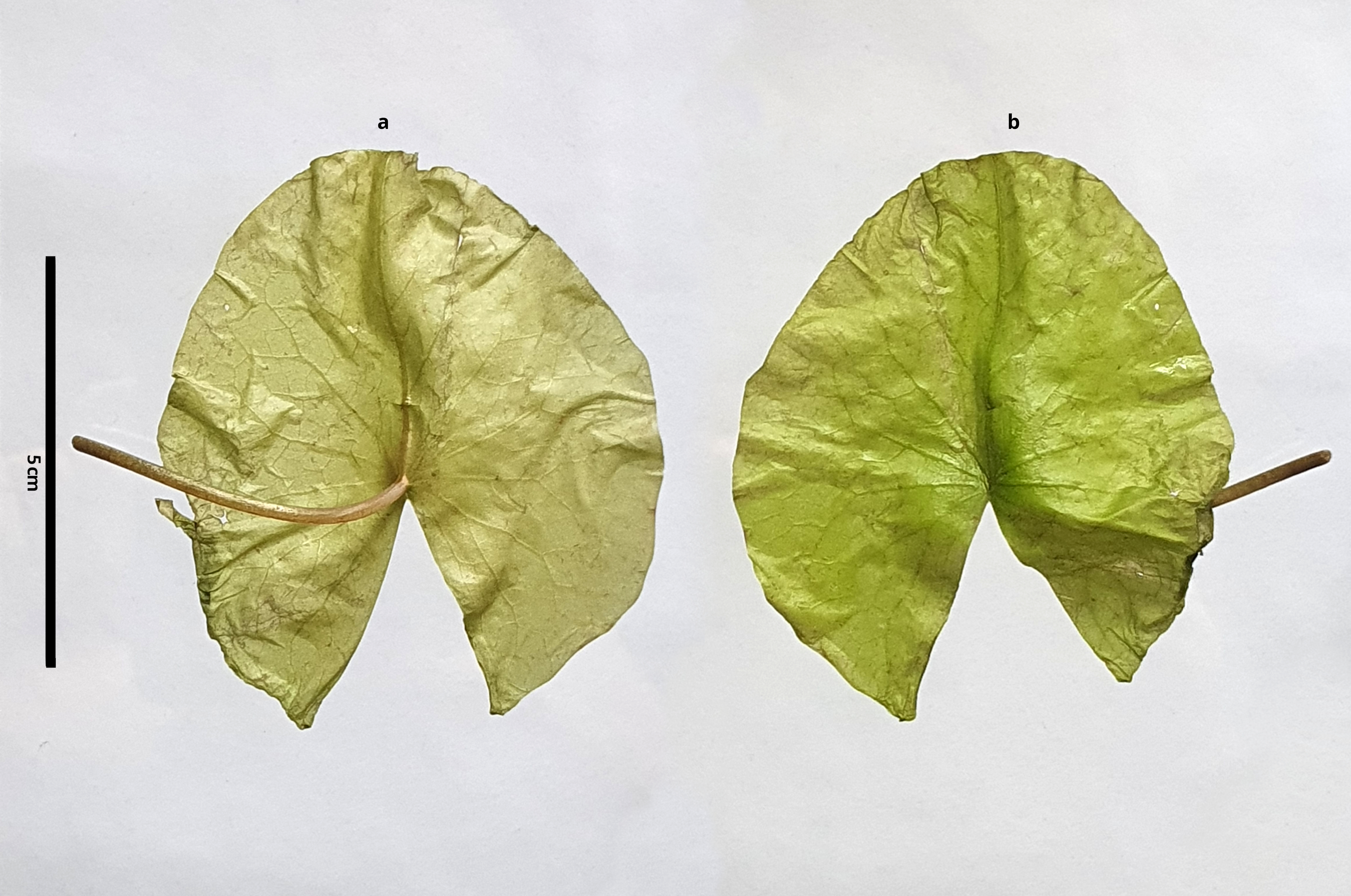
Submerses Blatt mit Maßstabsleiste (5 cm). Die Blattunterseite (a) ist auf der linken Seite. Die Blattoberseite (b) ist auf der rechten Seite.

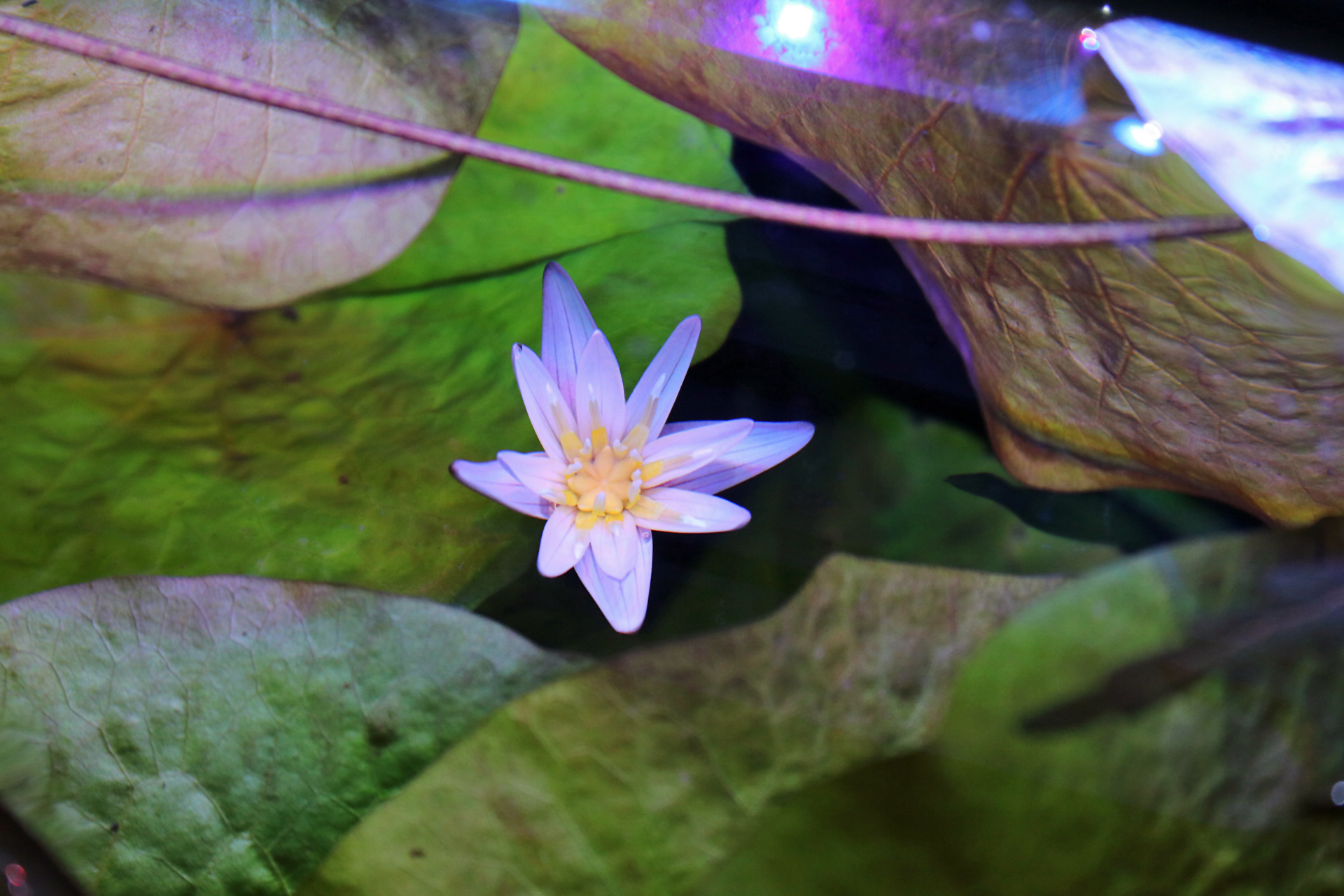
Chasmogame Blüte

Diese Art weist zwei Wuchsformen auf. Die submerse Wuchsform hat hauchdünne Blätter mit kurzen Blattstielen. Die emerse Form hat Schwimmblätter mit längeren Blattstielen.

## Zytologie
Die Chromosomenzahl beträgt n = 14. Die Genomgröße beträgt 449,88 Mb.

## Reproduktion

### Generative Vermehrung
Die Blüten dieser Art können kleistogam oder chasmogam sein. Die selbstbestäubenden kleistogamen Blüten öffnen sich nicht und verbleiben unterhalb der Wasseroberfläche.

## Lebensraum
Sie wächst in Tümpeln an langsam fließenden Bächen, die durch organisches Material getrübt sind und im Schatten des Tropenwaldes liegen.

## Systematik

### Taxonomie
Das Typusexemplar wurde 1999 in schattigen Regentümpeln unter dem Küstenwald bei Tampolo, Madagaskar, gesammelt. Die Erstbeschreibung erfolgte 2006 unter den Namen Nymphaea minuta K.C.Landon, R.A.Edwards & Nozaic. Dies war jedoch ein Nomen illegitimum, da der Name bereits durch die 1891 beschriebene fossile Seerose Nymphaea minuta Saporta vergeben war. Daher wurde 2014 der neue Name Nymphaea dimorpha I.M.Turner vergeben.

### Etymologie
Das Artepitheton dimorpha bezieht sich auf die zwei Wuchsformen dieser Art. Das Präfix di- bedeutet „zwei“, und -morph bedeutet Form.

### Einordnung innerhalb vonNymphaea
Die Art Nymphaea minuta gehört zur Untergattung Nymphaea subg. Brachyceras in der Gattung Nymphaea.

## Kultivierung
Sie lässt sich leicht kultivieren. In der Kultur können die Pflanzen viermal so groß werden wie die in ihrem natürlichen Lebensraum beobachteten Pflanzen. Dies ist auf eine bessere Wachstumsbedingungen zurückzuführen. Sie ist sehr kälteempfindlich.
Sie wird in der Züchtung verwendet, um neue, kleinere Seerosensorten zu züchten.